# Сагайёль
Сагайёль (устар. Сагай-Йоль) — река в Берёзовском районе Ханты-Мансийского автономного округа. Устье реки находится на 8-м км правого берега реки Верхний Дзёляю. Длина реки составляет 10 км.

## Данные водного реестра
По данным государственного водного реестра России относится к Нижнеобскому бассейновому округу, водохозяйственный участок реки — Северная Сосьва, речной подбассейн реки — Северная Сосьва. Речной бассейн реки — (Нижняя) Обь от впадения Иртыша.